# E.K.C.A.
E.K.C.A. (Eerste Korfbal Club Arnhem) is een korfbalvereniging uit Arnhem. De vereniging werd in 1909 opgericht en was de eerste korfbalclub in Oost-Nederland.
De vereniging was in eerste instantie gevestigd op een veldje naast een voormalige begraafplaats in Klarendal, waarbij het oude lijkenhuis als verkleedruimte dienstdeed.
Successen werden geboekt in de jaren twintig, toen de vereniging inmiddels in de wijk Cranevelt gevestigd was. E.K.C.A. werd tot tweemaal toe bijna landskampioen: in 1925 en 1926. Tussen 1924 en 1934 werd de club tienmaal kampioen van het oosten, en leverde het spelers voor het nationale team.
Vanaf 1966 was E.K.C.A. gevestigd langs de A12 in de wijk Presikhaaf. Men bouwde zelf een kantine en kleedruimtes en de vereniging zou dertig jaar van deze locatie gebruik blijven maken voor de veldwedstrijden. Voor de zaalwedstrijden werd de nabijgelegen sporthal Kermisland gebruikt. In 1996 verhuisde de vereniging over de Rijn naar Elderveld. E.K.C.A. speelt in de derde klasse.
Tussen 2007 en 2015 droeg E.K.C.A de naam E.K.C.A. Impact Personeel. Sinds 2015 luidt de naam E.K.C.A-CIBOD.